# Larrousse LH94
El Larrousse LH94 fue el coche con el que el equipo Larrousse compitió en la temporada 1994 de Fórmula 1. Fue el segundo coche construido íntegramente por Larrousse, que anteriormente había contratado a constructores de chasis especializados para construir sus coches: Lola de 1987 a 1991 y Fondmetal en 1992. El LH94 también fue el último coche construido y pilotado por Larrousse, ya que el equipo no sobrevivió hasta 1995 debido a problemas financieros.

## Concepto
El LH94 fue diseñado por Larrousse UK, un componente de quince miembros del equipo con sede en Bicester, Inglaterra y propiedad de Robin Herd. Se basó en el monocasco del chasis LH93 del año anterior. La suspensión delantera del LH94 se mantuvo sin cambios con respecto al año anterior, aunque el equipo cambió su proveedor de amortiguadores de Bilstein a Penske. El coche también era estructuralmente más rígido que el LH93.
Las principales diferencias entre el LH94 y su predecesor eran que el LH94 tenía un tanque de combustible más pequeño para aprovechar la reintroducción del reabastecimiento de combustible en las paradas en boxes en 1994 y un motor diferente. En 1993, Larrousse había utilizado Lamborghini V12 financiado por Chrysler, pero el programa se detuvo en 1994. El equipo decidió volver a utilizar la potencia Ford, utilizando la versión Serie 7 del motor Cosworth HB que había impulsado los equipos Benetton y McLaren el año anterior. Larrousse ya había utilizado motores Ford Cosworth en 1987, 1988 y 1991.
Larrousse también llegó a un acuerdo con Benetton para utilizar la caja de cambios del equipo de 1993 en el chasis LH94. Sin embargo, la asociación de Larrousse con Benetton resultó controvertida, ya que el primero se vio involucrado en las consecuencias del incendio del segundo en el Gran Premio de Alemania de 1994, en el que la excusa de Benetton para retirar un filtro en la manguera de combustible se atribuyó a la comunicación entre Larrousse y Benetton. Intertechnique, fabricante de equipos de combustible, que aparentemente autorizó a Larrousse a retirar los filtros de sus propias mangueras de combustible.

## Construcción
Se construyeron cuatro chasis LH94 en Larrousse Reino Unido. Los tres primeros estaban listos para el comienzo de la temporada, mientras que el chasis LH94/4 entró en servicio en el Gran Premio de Francia, sustituyendo al LH94/3. La decoración del coche estuvo influenciada por su nuevo patrocinador: después de varios años de ser financiado por el gobierno francés, Larrousse consiguió el patrocinio de la cervecería belga Alken-Maes. Por lo tanto, el LH94 normalmente corría con una librea Tourtel verde, aunque en ocasiones fue reemplazada por un esquema de color rojo y blanco para mostrar su marca hermana, Kronenbourg. Zanussi, Rizla y SEITA (Gitanes/Gauloises; mostrados sólo en carreras donde se permite la publicidad del tabaco) se unieron a Alken-Maes como los principales patrocinadores secundarios del equipo.

## Desarrollo
A pesar de un presupuesto limitado, Larrousse tenía previsto un calendario de pruebas para la temporada 1994. Sin embargo, tras las muertes de Ayrton Senna y Roland Ratzenberger en el Gran Premio de San Marino, se cambiaron las regulaciones técnicas para las carreras posteriores para reducir la velocidad de los coches haciendo que el chasis produzca menos carga aerodinámica y los motores menos potencia. Esto resultó en la necesidad de construir nuevos componentes para el LH94 y un nuevo suministro de repuestos por confirmar para el resto de la temporada, lo que eliminó el apoyo financiero para cualquier desarrollo posterior.

## Historia
Larrousse comenzó el año con los pilotos Érik Comas, que había corrido para el equipo el año anterior, y Olivier Beretta, un novato en la F1 que pagó su asiento después de su experiencia en la Fórmula 3000. El año comenzó prometedor, con Comas ocupando el puesto 13 en la parrilla en el Gran Premio de Brasil y sumar un punto en la próxima carrera en Aida. Sin embargo, los cambios en el reglamento tras el Gran Premio de San Marino provocaron que se detuvieran los trabajos de desarrollo del coche, lo que coincidió con una serie de fallos de motor en ambos coches desde el Gran Premio de España hasta mitad de temporada. A pesar de los eficientes cambios de marcha proporcionados por la transmisión Benetton, que en palabras de Comas hacían "divertido conducir el coche", el LH94 sufría un subviraje persistente y una mala tracción. A medida que los rivales del equipo progresaban a lo largo del año, Larrousse se fue hundiendo poco a poco hacia el final de la parrilla. Comas, sin embargo, logró sumar otro punto en el desgastado Gran Premio de Alemania.
La lamentable situación financiera de Larrousse quedó expuesta hacia finales de año, cuando Beretta fue abandonado después de que se agotó su apoyo financiero y el equipo se vio obligado a recurrir a pagar a los conductores en un último intento por sobrevivir. A partir de entonces, su asiento quedó compartido entre los ex pilotos de Larrousse, Philippe Alliot y Yannick Dalmas, además del debutante Hideki Noda. En el Gran Premio de Australia que cerró la temporada, que resultaría ser la última carrera de F1 del equipo, el líder del equipo Comas también fue reemplazado por Jean-Denis Délétraz.
Larrousse intentó entrar en la temporada de 1995, pero durante el invierno no había tenido fondos suficientes para construir el LH95, que había sido diseñado por Herd. Luego, el equipo se fusionó con el fallido Junior F1 Team antes del inicio de la temporada, lo que le permitió construir el LH95 mientras se buscaba patrocinio adicional, pero no a tiempo para la primera carrera. Esto planteó la posibilidad de que el LH94 fuera modificado para cumplir con las nuevas regulaciones técnicas y pasar las pruebas de choque más duras como una solución temporal para competir en los Grandes Premios de Brasil y Argentina, pero el equipo decidió perderse estas rondas de la temporada y concentrarse en prepararse. el LH95 para la próxima carrera en Imola. Sin duda, el LH94 modificado habría tenido mucho sobrepeso y habría sido poco competitivo. Sin embargo, Larrousse no pudo recaudar los fondos necesarios para seguir compitiendo en la F1 y se retiró del deporte, lo que significa que el LH95 nunca se construyó ni corrió.

## Resultados
(Clave) (negrita indica pole position) (cursiva indica vuelta rápida)

| Año     | Motor   | Neu. | N.º | Pilotos             | 1   | 2   | 3   | 4   | 5   | 6   | 7   | 8   | 9   | 10  | 11  | 12  | 13  | 14  | 15  | 16  | Puntos | Pos. |
| ------- | ------- | ---- | --- | ------------------- | --- | --- | --- | --- | --- | --- | --- | --- | --- | --- | --- | --- | --- | --- | --- | --- | ------ | ---- |
| 1994    | Ford V8 | G    |     |                     | BRA | PAC | SMR | MON | ESP | CAN | FRA | GBR | GER | HUN | BEL | ITA | POR | EUR | JPN | AUS | 2      | 11.º |
| 1994    | Ford V8 | G    | 19  | Olivier Beretta     | Ret | Ret | Ret | 8   | DNS | Ret | Ret | 14  | 7   | 9   |     |     |     |     |     |     | 2      | 11.º |
| 1994    | Ford V8 | G    | 19  | Philippe Alliot     |     |     |     |     |     |     |     |     |     |     | Ret |     |     |     |     |     | 2      | 11.º |
| 1994    | Ford V8 | G    | 19  | Yannick Dalmas      |     |     |     |     |     |     |     |     |     |     |     | Ret | 14  |     |     |     | 2      | 11.º |
| 1994    | Ford V8 | G    | 19  | Hideki Noda         |     |     |     |     |     |     |     |     |     |     |     |     |     | Ret | Ret | Ret | 2      | 11.º |
| 1994    | Ford V8 | G    | 20  | Érik Comas          | 9   | 6   | Ret | 10  | Ret | Ret | 11  | Ret | 6   | 8   | Ret | 8   | Ret | Ret | 9   |     | 2      | 11.º |
| 1994    | Ford V8 | G    | 20  | Jean-Denis Délétraz |     |     |     |     |     |     |     |     |     |     |     |     |     |     |     | Ret | 2      | 11.º |
| Fuente: |         |      |     |                     |     |     |     |     |     |     |     |     |     |     |     |     |     |     |     |     |        |      |